# Радіоактивне зараження в Краматорську
48°44′03″ пн. ш. 37°36′22″ сх. д. / 48.73416667° пн. ш. 37.60611111° сх. д.
Радіоакти́вне зара́ження в Крамато́рську — радіоактивне опромінення мешканців одного з панельних будинків у Краматорську Донецької області Української РСР в період з 1980 по 1989 роки.

## Історія
Наприкінці 1970-х у Каранському кар'єрі Донецької області, де видобували гравій та щебінь, загубили джерело іонізуючого випромінювання типу «ИГИ-Ц-4» капсула з цезієм-137, що використовувалась у радіоізотопному рівнемірі. Почалися пошуки, керівництво попередило своїх численних замовників про втрату. До закінчення пошуків постачання щебеню за вказівкою уряду СРСР припинили. Через тиждень пошуки офіційно закінчилися невдачею.

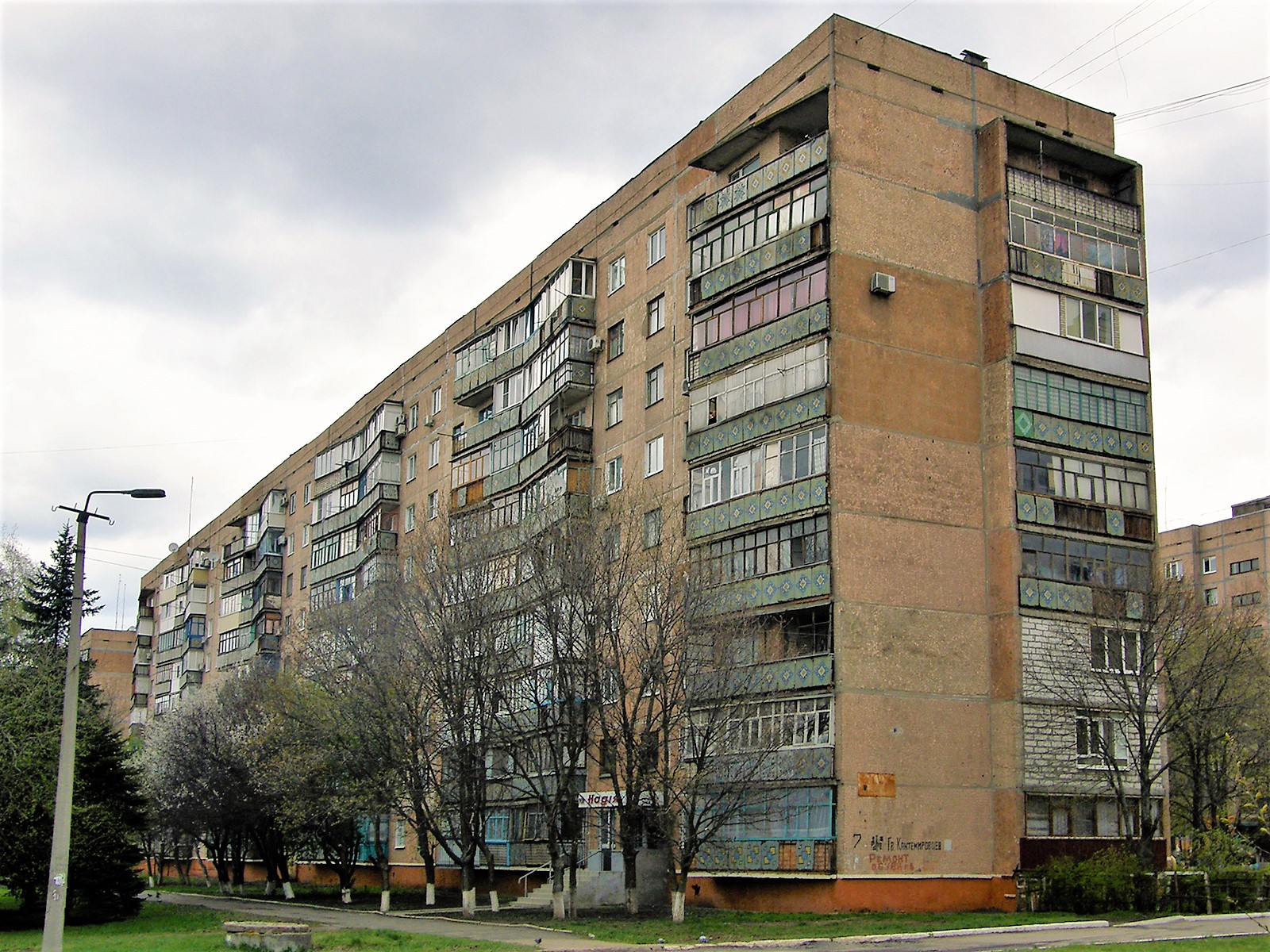
вулиця Марії Приймаченко, 7

1980 року в Краматорську здано в експлуатацію панельний будинок 90-ї серії на вулиці Гвардійців Кантемирівців (зараз будинок № 7 на вулиці Марії Приймаченко). Загублена ампула розміром 8 на 4 мм, яка випромінювала 0,200 рентген на годину, була вмурована в стіну 4-го поверху між квартирами 52 і 85.
1981 року померла 18-річна дівчина, що жила в цьому будинку, а через рік — її 16-річний брат, потім — їхня мати. У квартиру вселилася інша сім'я, у якій незабаром помер син-підліток. Усі загиблі померли від білокрів'я. Лікарі пояснювали діагнози поганою спадковістю. Батько загиблих домігся детального розслідування, яке виявило високий рівень радіоактивності в дитячій кімнаті, у суміжній квартирі за стіною та у квартирі поверхом вище.
Мешканців відселили, після чого визначили точне розташування джерела випромінювання. Вирізавши частину стіни, її доставили до Київського інституту ядерних досліджень, де ампулу витягнули. За заводським номером встановили власника ампули.
Після вилучення ампули гамма-випромінювання в будинку № 7 зникло, рівень радіоактивності зрівнявся з фоновим.

## Наслідки
Унаслідок радіоактивного опромінення за 9 років загинуло 6 осіб (4 дітей та 2 дорослих), ще 17 осіб визнано інвалідами. У 1993 році, завдяки зусиллям народного депутата від Краматорська Олексія Шеховцова, цих осіб на законодавчому рівні прирівняли до постраждалих від Чорнобильської катастрофи. Однак згодом відповідну поправку скасували через порушення регламенту Верховної Ради.